# ミゼラブル (ケーキ)

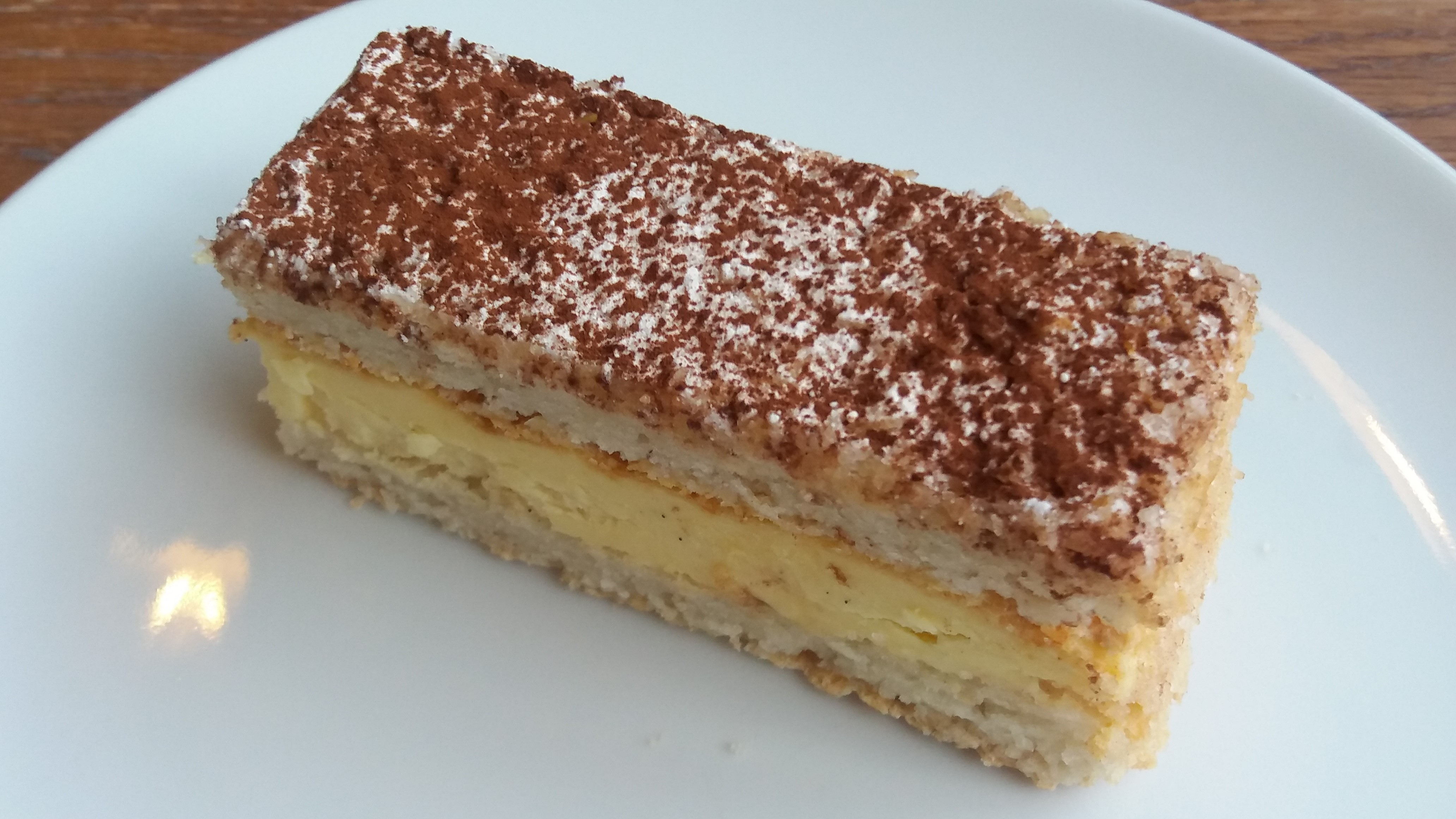
ココアパウダーで飾り付けしたミゼラブルケーキ

ミゼラブル (misérable) とは、ベルギーの伝統的な菓子で、バタークリームを挟んだアーモンドスポンジケーキである。

## 製法
アーモンドパウダーを用いた、ダックワーズに似たジョコンド (joconde) と呼ばれるスポンジケーキをベースにする。これに、熱したシュガーシロップと卵黄にバターを加えたヴァニラ風味のクリームを挟んで層にする。上にアイシング用の砂糖やココアパウダーをふりかける。レモンシロップやチョコチップ、ピスタチオなどを使うレシピもある。一口サイズにしてプチフールとすることもある。
通常のバタークリームはバターと砂糖、あるいはバターと卵白で作るのがふつうであるが、ミゼラブルに使用するバタークリームには卵黄が入る。作るのがそれほど容易なケーキではなく、とくに何層にもする場合はケーキの層が不均衡にならないように留意する必要がある。スポンジは軽めに焼く一方、バタークリームは濃厚にする技術が必要である。

## 名称の由来
ミゼラブル (Misérable) とはフランス語で「悲惨な」という意味である。これについては、バタークリームと一緒に使うカスタードを作る際、節約のため牛乳ではなく水を使ったからこのような名前になったという俗説がある。

## 受容

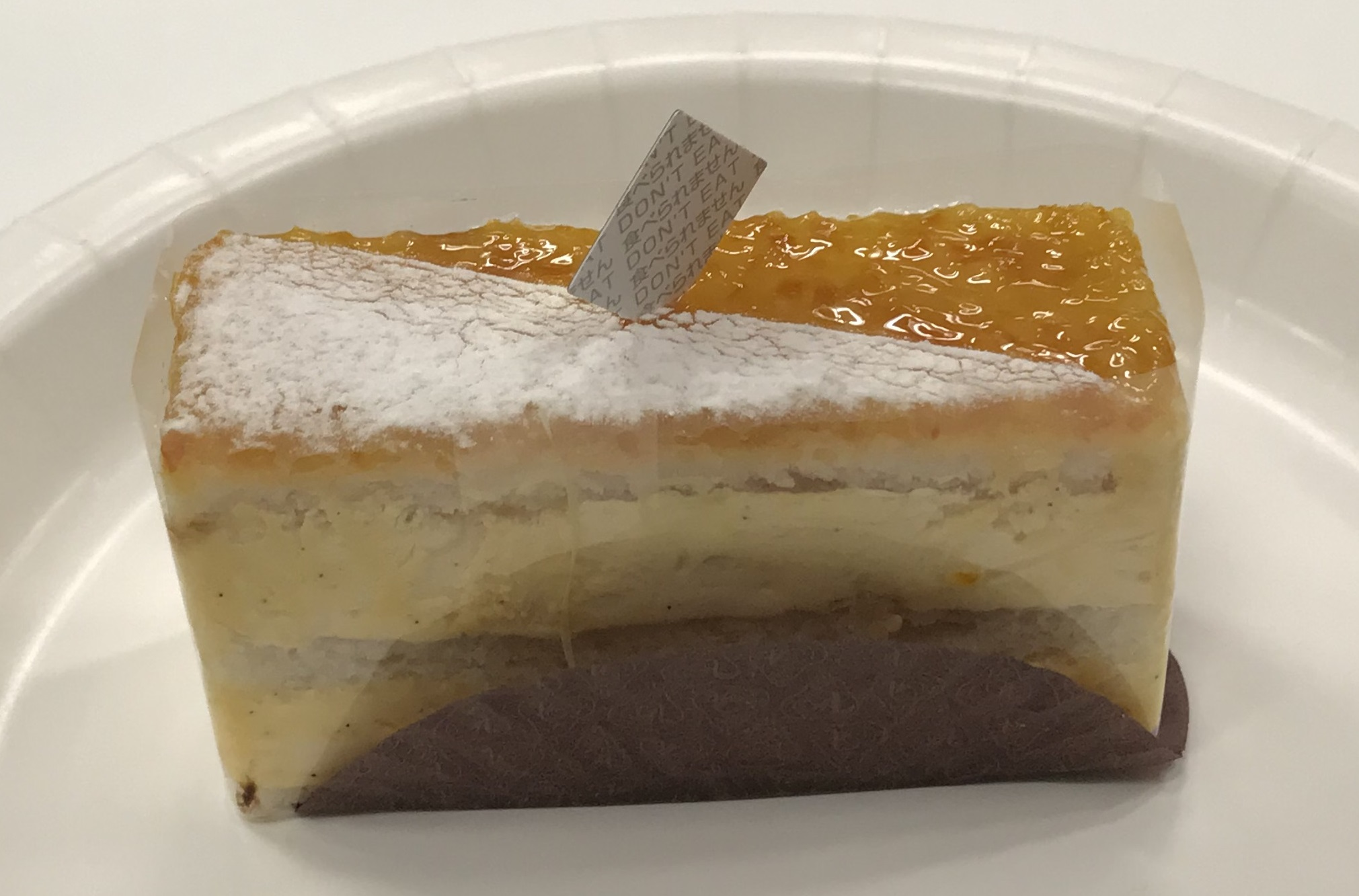
砂糖で飾り付けしたミゼラブルケーキ

メレンゲを使ったメルベイユ、コーヒー風味のケーキであるジャヴァネと並んでベルギーを代表する菓子である。
『ブリティッシュ・ベイクオフ』で2017年に第8シリーズ第9話で課題のケーキとされた。『ブリティッシュ・ベイクオフ』のスピンオフ番組でプロの料理人が登場する番組であるBake Off: Creme de la Cremeでも2016年に第1シリーズ第7話でプチフールの課題のひとつとされたことがある。
バタークリームは生クリームが普及するにつれて人気を失っていると言われるが、ミゼラブルはバタークリームの味わいを生かしたケーキである。